# グラディスカ・ディゾンツォ
グラディスカ・ディゾンツォ（伊: Gradisca d'Isonzo）は、イタリア共和国フリウリ＝ヴェネツィア・ジュリア州ゴリツィア県にある、人口約6,400人の基礎自治体（コムーネ）。フリウーリ地方東部の文化的な中心である。

## 名称
イタリア語以外の言語では以下の名を持つ。
- フリウリ語: Gardiscje [5]
- フリウリ語ゴリツィア方言 (it) : Gardiscja [5]
- スロベニア語: Gradišče ob Soči
- ドイツ語: Gradis am Sontig

## 地理

### 位置・広がり
ゴリツィア県北部に所在するコムーネである。グラディスカ・ディゾンツォの町は、モンファルコーネの北北西約10km、県都ゴリツィアの西南約11km、ウーディネの南東約29km、州都トリエステの北西約35kmに位置する
。グラディスカの町はイゾンツォ川の右岸（北岸）にあるが、コムーネの領域の一部は対岸にも広がっている。
グラディスカ・ディゾンツォは、西北に広がるフリウーリ地方と、南に広がる沿岸平野部のビシアカリア地方、ゴリツィアをはじめとするイゾンツォ川中流域ヴィパッツォ谷 (it:Valle del Vipacco) とを結ぶ交通の要衝であり、フリウーリ地方東部の中心地である。

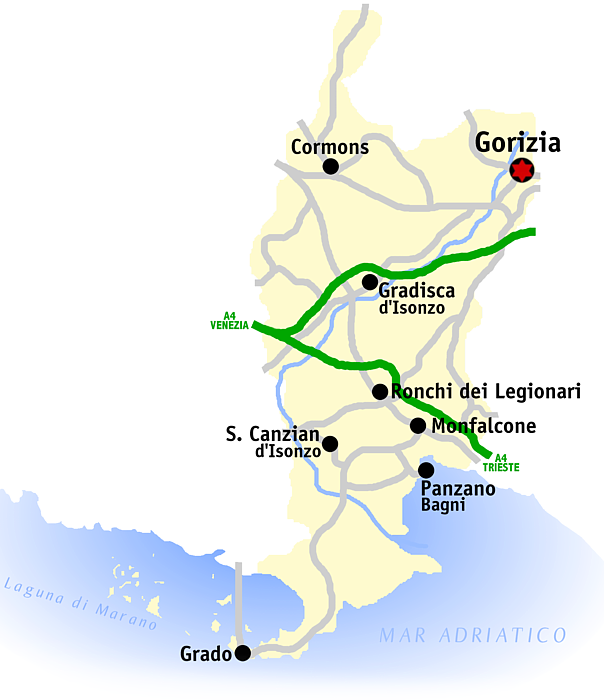
ゴリツィア県概略図

#### 隣接コムーネ
隣接するコムーネは以下の通り。
- マリアーノ・デル・フリウーリ - 北
- モラーロ - 北東
- ファッラ・ディゾンツォ - 北東
- サグラード - 南
- フォリアーノ・レディプーリア - 南
- ヴィッレッセ - 南西
- ロマンス・ディゾンツォ - 西

### 地勢
コムーネの南をイゾンツォ川が流れ、その領域には平野が広がる。
- グラディスカの東方に広がる葡萄畑

### 気候分類・地震分類
グラディスカ・ディゾンツォにおけるイタリアの気候分類 (it) および度日は、zona E, 2258 GGである。
また、イタリアの地震リスク階級 (it) では、zona 3 (sismicità bassa) に分類される。

## 歴史

### 古代・中世
町の名「グラディスカ」は、古代スロベニア語で「要塞」や「砦の跡」を意味する gradišče に由来する。同様の地名は、スロベニア人の住む土地で広く見られる。
グラディスカの名が初めて文書に現れるのは、この地がアクイレイアの総大司教領 (Patriarchate of Aquileia) に含まれていた1176年のことであり、ラテン系の人々とスラブ系の人々が混ざり合って住んでいたことが記録されている。
1473年にはヴェネツィア共和国に併合され、オスマン帝国に対抗するための要塞化が進められた。1511年にはハプスブルク家のマクシミリアン1世の所領となった。1615年には、ヴェネツィアとオーストリア（ハプスブルク君主国）・スペイン王国との「グラディスカ戦争」 (it:Guerra di Gradisca) の舞台となったが、この町は皇帝の領土として維持され、グラディスカ伯国の首都となった。
その後、フェルディナント3世はこの領地をエッゲンベルク家 (House of Eggenberg) のハンス・アントンに売却した。エッゲンベルク家はグラディスカの領主として、町の発展につとめた。

### オーストリア統治時代
1717年、エッゲンベルク家が断絶し、この地はふたたびハプスブルク家の所領となった。1754年、ゴリツィア伯国 (County of Görz) に編入され、ゴリツィア・グラディスカ伯国 (Gorizia and Gradisca) となった（首府はゴリツィア）。
ナポレオンによる占領を経て、ウィーン会議によりオーストリア帝国領に復帰した。1816年にはオーストリア帝国を構成するイリュリア王国 (Kingdom of Illyria) の一部、1849年には自治領ゴリツィア・グラディスカ公国の一部となった。
1914年に第一次世界大戦が勃発すると、グラディスカの人々はオーストリア・ハンガリー帝国の下でイタリア王国と戦った。第一次世界大戦後、この地はイタリアに割譲された。

## 社会

### 人口

#### 居住地区別人口
国立統計研究所（ISTAT）は居住地区（Località abitata）別の人口として以下を掲げている。統計は2001年時点。
| 地区名              | 標高  | 人口  | 備考                                          |
| ------------------- | ----- | ----- | --------------------------------------------- |
| GRADISCA D'ISONZO   | 15/45 | 6,451 |                                               |
| GRADISCA D'ISONZO * | 32    | 6,391 | ファッラ・ディゾンツォの Molamatta 地区に連続 |
| Saletti             | 31    | 23    |                                               |
| Case Sparse         | -     | 37    |                                               |

- ISTATは人口統計上、家屋密度の高い centro abitato （居住の中心地区）、密度の低い nucleo abitato （居住の核となる地区）、まとまった居住地区を形成していない case sparse （散在家屋）の区分を用いている。上の表で地名がすべて大文字で示されているものが centro abitato である。「*」印が付されているのは、コムーネの役場・役所 la casa comunale の置かれている地区である。

## 文化・観光
「イタリアの最も美しい村」クラブ加盟コムーネである。

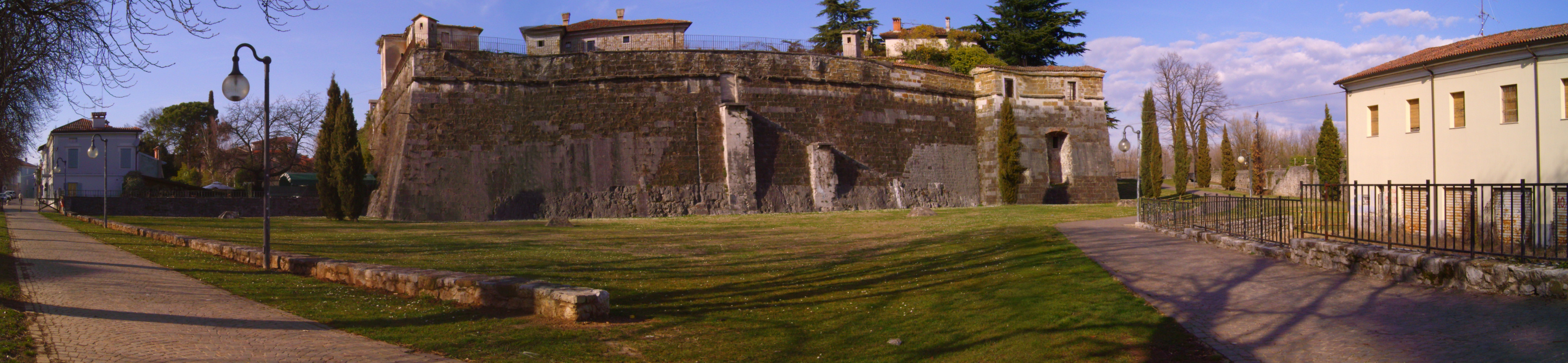
グラディスカ城

昔ながらの面影を残す小さな街で、中心には古い城がある。チェントロ付近には、郵便局・銀行・ホテル・レストラン・複数の教会・テアトロがある。チェントロからテアトロにかけては商店街となっている。
また、この街には有名なコレペティートルが在住しており、イタリア国内はもとより世界各国から歌手をめざす若者が集っている。
- グラディスカ城　 (it:Fortezza di Gradisca)

15世紀にヴェネツィア人によって築かれ、16～17世紀のオーストリア統治下で拡張された。のちに監獄として使われた。

## 交通

### 道路
高速道路
- RA17  (it:Raccordo autostradale RA17)

国道
- SS305  (it:Strada statale 305 di Redipuglia)
- SS351  (it:Strada statale 351 di Cervignano)

イゾンツォ川沿いに走る国道 SS351 がグラディスカの町を通ってコムーネを貫いており、東北に隣接するファッラ・ディゾンツォを経由してゴリツィアに至り、西南にヴィッレッセとを結んでいる。ゴリツィアは車で約20分の距離である。また、SS305 がコムーネを南北に貫いており、北にマリアーノ・デル・フリウーリ、南にイゾンツォ川を渡ってサグラードおよびフォリアーノ・レディプーリアに通じている。
また、コムーネには高速道路 RA17 (it:Raccordo autostradale RA17)  が通っており、東はゴリツィアを経てスロバキアへ通じ、西はヴィッレッセで高速道路 A4 に合流する。

## 人物

### 著名な出身者
- ジーノ・コラウッシ - 1930-40年代に活躍したサッカー選手